# Acherusia
Acherusia er den hule, hvor Herkules trak Hades' vogter Kerberos ud af Hades
| Mytologi | Spire Denne artikel om mytologi er en spire som bør udbygges. Du er velkommen til at hjælpe Wikipedia ved at udvide den. |